# Schweizer Münzblätter
Die Schweizer Münzblätter sind eine vierteljährlich erscheinende Zeitschrift für Numismatik, die von der Schweizerischen Numismatischen Gesellschaft seit 1949 herausgegeben wird.